# Bukovina u Čisté
Bukovina u Čisté är en ort i Tjeckien.   Den ligger i regionen Liberec, i den norra delen av landet, 100 km nordost om huvudstaden Prag. Bukovina u Čisté ligger 421 meter över havet och antalet invånare är 186.
Terrängen runt Bukovina u Čisté är platt. Runt Bukovina u Čisté är det ganska glesbefolkat, med 32 invånare per kvadratkilometer. Närmaste större samhälle är Vrchlabí, 9,5 km norr om Bukovina u Čisté. Omgivningarna runt Bukovina u Čisté är en mosaik av jordbruksmark och naturlig växtlighet.